# انتسو چروزیکو
انتسو چروزیکو (ایتالیایی: Enzo Cerusico؛ ‏ ۲۲ اکتبر ۱۹۳۷ – ۱ ژوئیهٔ ۱۹۹۱) بازیگر اهل کشور ایتالیا بود. وی بین سال‌های ۱۹۵۱ تا ۱۹۸۴ در ۵۵ فیلم بازی کرد. 
از فیلم‌هایی که وی در آن نقش داشته است، می‌توان به قصه‌های ممنوعه… دربارهٔ برهنگی، ببخشید شما نرمال هستید؟، زندگی شیرین، زورو، هرکول، سامسون و اولیس، جذام سفید و زندگی وردی اشاره کرد.